# Kezang Wangdi
Kezang Wangdi là một cầu thủ bóng đá người Bhutan hiện tại thi đấu cho Druk Star. Anh ra mắt lần đầu trong trận giao hữu trước Campuchia và thi đấu ở Giải vô địch bóng đá Nam Á 2015 và vòng loại thứ hai World Cup.